# Liste der Nummer-eins-Hits in Deutschland (2010)
Diese Liste enthält alle Nummer-eins-Hits in Deutschland im Jahr 2010. Es gab in diesem Jahr 13 Nummer-eins-Singles und 22 Nummer-eins-Alben.
Die Single- und Albumcharts werden von Media Control wöchentlich zusammengestellt. Sie berücksichtigen sowohl online Download-Käufe als auch den Verkauf physischer Tonträger (CDs). Auswertungszeitraum ist jeweils Freitag bis Donnerstag der nachfolgenden Woche. Am Dienstag darauf werden die Charts zunächst für die Musikindustrie bekannt gegeben, die offizielle Veröffentlichung erfolgt jeweils am Freitag darauf.
Zum ersten Mal seit 1993 schaffte es 2010 kein deutschsprachiger Titel auf Platz 1 der Single-Charts. Dies wurde 2011 wiederholt.

## Singles
| ← 2009 ← | Liste der Nummer-eins-Hits in Deutschland | Liste der Nummer-eins-Hits in Deutschland | Liste der Nummer-eins-Hits in Deutschland | 2011 → |
| \| Zeitraum \| Wo. ges. \| Interpret \| Titel Autor(en) \| Zusätzliche Informationen \| \| (Zeitraum, Wochen auf Platz eins, Interpret, Titel, Autor[en], zusätzliche Informationen) \| \| \| \| \| \| ----------------------------------------------------------------------------------------- \| -------- \| --------------------------- \| ---------------------------------------------------------------------------------------------------------------------------------------------------------------------------------------------------------------------------------------------------------------------------------------------- \| ---------------------------------------------------------------------------------------------------------------------------------------------------------------------------------------------------------------------------------------- \| \| 1. Januar 2010 – 7. Januar 2010 1 Woche (insgesamt 2) \| 2 \| Aura Dione \| I Will Love You Monday (365) David Karl Åström, Viktoria Magdalena Sandström, Patrik Jan Berggren, Aura Marie Dione, Kenneth Lundgaard Bager, Per Ebdrup \| – \| \| 8. Januar 2010 – 14. Januar 2010 1 Woche (insgesamt 3) \| 3 \| Keri Hilson \| I Like David Jost, Robin Grubert \| – \| \| 15. Januar 2010 – 21. Januar 2010 1 Woche \| 1 \| Lady Gaga \| Bad Romance Nadir Khayat, Stefani Germanotta \| – \| \| 22. Januar 2010 – 28. Januar 2010 1 Woche (insgesamt 3) \| 3 \| Keri Hilson \| I Like David Jost, Robin Grubert \| – \| \| 29. Januar 2010 – 11. März 2010 6 Wochen \| 6 \| Kesha \| Tik Tok Kesha Sebert, Benjamin Levin, Lukasz Gottwald \| – \| \| 12. März 2010 – 25. März 2010 2 Wochen \| 2 \| Stromae \| Alors on danse Paul Van Haver \| – \| \| 26. März 2010 – 29. April 2010 5 Wochen (insgesamt 6) \| 6 \| Lena Meyer-Landrut \| Satellite Julie R. Frost, John Gordon \| Zum zweiten Mal in der Geschichte des Wettbewerbs gewann Deutschland mit diesem Lied den Eurovision Song Contest. In der Schweiz und Nordeuropa erreichte das Lied ebenfalls Platz 1 und in vielen weiteren Ländern Top-5-Platzierungen. \| \| 30. April 2010 – 27. Mai 2010 4 Wochen \| 4 \| Mehrzad Marashi \| Don’t Believe Dieter Bohlen \| – \| \| 28. Mai 2010 – 10. Juni 2010 2 Wochen (insgesamt 3) \| 3 \| K’naan \| Wavin’ Flag Philip Martin Lawrence II, Peter Gene Hernandez, Keinan Abdi Warsame, Jean Guillaume Daval \| – \| \| 11. Juni 2010 – 17. Juni 2010 1 Woche (insgesamt 6) \| 6 \| Lena Meyer-Landrut \| Satellite Julie R. Frost, John Gordon \| – \| \| 18. Juni 2010 – 24. Juni 2010 1 Woche (insgesamt 3) \| 3 \| K’naan \| Wavin’ Flag Philip Martin Lawrence II, Peter Gene Hernandez, Keinan Abdi Warsame, Jean Guillaume Daval \| – \| \| 25. Juni 2010 – 5. August 2010 6 Wochen \| 6 \| Shakira feat. Freshlyground \| Waka Waka (This Time for Africa) Shakira Isabel Mebarak Ripol, John Graham Hill, Zolani Monica Mahola, Simon Eric Attwell, Peter David Cohen, Kyla-Rose Smith, Julio Navela Sigauque, Neil John Francis Hawks, Eugene Victor Doo Belley, Jean Paul Zé Bella, Emile Kojidie, Seredeal Scheepers \| – \| \| 6. August 2010 – 23. September 2010 7 Wochen \| 7 \| Yolanda Be Cool & DCUP \| We No Speak Americano Musik: Renato Carosone; Text: Nicola Salerno \| – \| \| 24. September 2010 – 7. Oktober 2010 2 Wochen \| 2 \| Eminem feat. Rihanna \| Love the Way You Lie Alexander Grant Jr., Marshall B. Mathers III, Holly Brook \| – \| \| 8. Oktober 2010 – 9. Dezember 2010 9 Wochen (insgesamt 12) \| 12 \| Israel Kamakawiwoʻole \| Somewhere over the Rainbow / What a Wonderful World Harold Arlen, George Douglas, E. Y. Harburg, George David Weiss \| Der Song kam als Over The Rainbow in die deutschsprachigen Charts.[1] \| \| 10. Dezember 2010 – 16. Dezember 2010 1 Woche \| 1 \| Empire of the Sun \| We Are the People Jonathan Thomas Sloan, Luke James Steele, Nicholas George Littlemore \| – \| \| 17. Dezember 2010 – 6. Januar 2011 3 Wochen (insgesamt 12) \| 12 \| Israel Kamakawiwoʻole \| Somewhere over the Rainbow / What a Wonderful World Harold Arlen, George Douglas, E. Y. Harburg, George David Weiss \| – \| |                                           |                                           | | |
| ← 2009 |                                           |                                           | | → 2011 → |
| Zeitraum | Wo. ges.                                  | Interpret                                 | Titel Autor(en) | Zusätzliche Informationen |
| (Zeitraum, Wochen auf Platz eins, Interpret, Titel, Autor[en], zusätzliche Informationen) |                                           |                                           | | |
| 1. Januar 2010 – 7. Januar 2010 1 Woche (insgesamt 2) | 2                                         | Aura Dione                                | I Will Love You Monday (365) David Karl Åström, Viktoria Magdalena Sandström, Patrik Jan Berggren, Aura Marie Dione, Kenneth Lundgaard Bager, Per Ebdrup | – |
| 8. Januar 2010 – 14. Januar 2010 1 Woche (insgesamt 3) | 3                                         | Keri Hilson                               | I Like David Jost, Robin Grubert | – |
| 15. Januar 2010 – 21. Januar 2010 1 Woche | 1                                         | Lady Gaga                                 | Bad Romance Nadir Khayat, Stefani Germanotta | – |
| 22. Januar 2010 – 28. Januar 2010 1 Woche (insgesamt 3) | 3                                         | Keri Hilson                               | I Like David Jost, Robin Grubert | – |
| 29. Januar 2010 – 11. März 2010 6 Wochen | 6                                         | Kesha                                     | Tik Tok Kesha Sebert, Benjamin Levin, Lukasz Gottwald | – |
| 12. März 2010 – 25. März 2010 2 Wochen | 2                                         | Stromae                                   | Alors on danse Paul Van Haver | – |
| 26. März 2010 – 29. April 2010 5 Wochen (insgesamt 6) | 6                                         | Lena Meyer-Landrut                        | Satellite Julie R. Frost, John Gordon | Zum zweiten Mal in der Geschichte des Wettbewerbs gewann Deutschland mit diesem Lied den Eurovision Song Contest. In der Schweiz und Nordeuropa erreichte das Lied ebenfalls Platz 1 und in vielen weiteren Ländern Top-5-Platzierungen. |
| 30. April 2010 – 27. Mai 2010 4 Wochen | 4                                         | Mehrzad Marashi                           | Don’t Believe Dieter Bohlen | – |
| 28. Mai 2010 – 10. Juni 2010 2 Wochen (insgesamt 3) | 3                                         | K’naan                                    | Wavin’ Flag Philip Martin Lawrence II, Peter Gene Hernandez, Keinan Abdi Warsame, Jean Guillaume Daval | – |
| 11. Juni 2010 – 17. Juni 2010 1 Woche (insgesamt 6) | 6                                         | Lena Meyer-Landrut                        | Satellite Julie R. Frost, John Gordon | – |
| 18. Juni 2010 – 24. Juni 2010 1 Woche (insgesamt 3) | 3                                         | K’naan                                    | Wavin’ Flag Philip Martin Lawrence II, Peter Gene Hernandez, Keinan Abdi Warsame, Jean Guillaume Daval | – |
| 25. Juni 2010 – 5. August 2010 6 Wochen | 6                                         | Shakira feat. Freshlyground               | Waka Waka (This Time for Africa) Shakira Isabel Mebarak Ripol, John Graham Hill, Zolani Monica Mahola, Simon Eric Attwell, Peter David Cohen, Kyla-Rose Smith, Julio Navela Sigauque, Neil John Francis Hawks, Eugene Victor Doo Belley, Jean Paul Zé Bella, Emile Kojidie, Seredeal Scheepers | – |
| 6. August 2010 – 23. September 2010 7 Wochen | 7                                         | Yolanda Be Cool & DCUP                    | We No Speak Americano Musik: Renato Carosone; Text: Nicola Salerno | – |
| 24. September 2010 – 7. Oktober 2010 2 Wochen | 2                                         | Eminem feat. Rihanna                      | Love the Way You Lie Alexander Grant Jr., Marshall B. Mathers III, Holly Brook | – |
| 8. Oktober 2010 – 9. Dezember 2010 9 Wochen (insgesamt 12) | 12                                        | Israel Kamakawiwoʻole                     | Somewhere over the Rainbow / What a Wonderful World Harold Arlen, George Douglas, E. Y. Harburg, George David Weiss | Der Song kam als Over The Rainbow in die deutschsprachigen Charts. |
| 10. Dezember 2010 – 16. Dezember 2010 1 Woche | 1                                         | Empire of the Sun                         | We Are the People Jonathan Thomas Sloan, Luke James Steele, Nicholas George Littlemore | – |
| 17. Dezember 2010 – 6. Januar 2011 3 Wochen (insgesamt 12) | 12                                        | Israel Kamakawiwoʻole                     | Somewhere over the Rainbow / What a Wonderful World Harold Arlen, George Douglas, E. Y. Harburg, George David Weiss | – |

## Alben
| ← 2009 ← | Liste der Nummer-eins-Alben in Deutschland | Liste der Nummer-eins-Alben in Deutschland | Liste der Nummer-eins-Alben in Deutschland               | 2011 →                    |
| \| Zeitraum \| Wo. ges. \| Interpret \| Titel \| Zusätzliche Informationen \| \| (Zeitraum, Wochen auf Platz eins, Interpret, Titel, zusätzliche Informationen) \| \| \| \| \| \| ------------------------------------------------------------------------------ \| -------- \| ---------------------- \| -------------------------------------------------------- \| ------------------------- \| \| 1. Januar 2010 – 7. Januar 2010 1 Woche (insgesamt 2) \| 2 \| Robbie Williams \| Reality Killed the Video Star \| – \| \| 8. Januar 2010 – 4. Februar 2010 4 Wochen \| 4 \| Lady Gaga \| The Fame / The Fame Monster \| – \| \| 5. Februar 2010 – 11. Februar 2010 1 Woche \| 1 \| Tocotronic \| Schall & Wahn \| – \| \| 12. Februar 2010 – 4. März 2010 3 Wochen \| 3 \| Peter Maffay \| Tattoos \| – \| \| 5. März 2010 – 25. März 2010 3 Wochen (insgesamt 23) \| 23 \| Unheilig \| Große Freiheit \| – \| \| 26. März 2010 – 15. April 2010 3 Wochen \| 3 \| Amy Macdonald \| A Curious Thing \| – \| \| 16. April 2010 – 22. April 2010 1 Woche (insgesamt 23) \| 23 \| Unheilig \| Große Freiheit \| – \| \| 23. April 2010 – 29. April 2010 1 Woche \| 1 \| Gentleman \| Diversity \| – \| \| 30. April 2010 – 6. Mai 2010 1 Woche \| 1 \| AC/DC \| Iron Man 2 (Soundtrack) \| – \| \| 7. Mai 2010 – 20. Mai 2010 2 Wochen (insgesamt 23) \| 23 \| Unheilig \| Große Freiheit \| – \| \| 21. Mai 2010 – 27. Mai 2010 1 Woche (insgesamt 4) \| 4 \| Lena \| My Cassette Player \| – \| \| 28. Mai 2010 – 3. Juni 2010 1 Woche \| 1 \| Die Fantastischen Vier \| Für dich immer noch Fanta Sie \| – \| \| 4. Juni 2010 – 24. Juni 2010 3 Wochen (insgesamt 4) \| 4 \| Lena \| My Cassette Player \| – \| \| 25. Juni 2010 – 26. August 2010 9 Wochen (insgesamt 23) \| 23 \| Unheilig \| Große Freiheit \| – \| \| 27. August 2010 – 2. September 2010 1 Woche \| 1 \| Iron Maiden \| The Final Frontier \| – \| \| 3. September 2010 – 9. September 2010 1 Woche (insgesamt 23) \| 23 \| Unheilig \| Große Freiheit \| – \| \| 10. September 2010 – 16. September 2010 1 Woche \| 1 \| Wir sind Helden \| Bring mich nach Hause \| – \| \| 17. September 2010 – 23. September 2010 1 Woche (insgesamt 23) \| 23 \| Unheilig \| Große Freiheit \| – \| \| 24. September 2010 – 7. Oktober 2010 2 Wochen \| 2 \| Linkin Park \| A Thousand Suns \| – \| \| 8. Oktober 2010 – 14. Oktober 2010 1 Woche \| 1 \| David Garrett \| Rock Symphonies \| – \| \| 15. Oktober 2010 – 21. Oktober 2010 1 Woche \| 1 \| Joe Cocker \| Hard Knocks \| – \| \| 22. Oktober 2010 – 28. Oktober 2010 1 Woche \| 1 \| Robbie Williams \| In and out of Consciousness: The Greatest Hits 1990–2010 \| – \| \| 29. Oktober 2010 – 4. November 2010 1 Woche \| 1 \| Kings of Leon \| Come Around Sundown \| – \| \| 5. November 2010 – 18. November 2010 2 Wochen \| 2 \| Andrea Berg \| Schwerelos \| – \| \| 19. November 2010 – 25. November 2010 1 Woche \| 1 \| Depeche Mode \| Tour of the Universe: Barcelona \| – \| \| 26. November 2010 – 2. Dezember 2010 1 Woche \| 1 \| Bruce Springsteen \| The Promise \| – \| \| 3. Dezember 2010 – 9. Dezember 2010 1 Woche \| 1 \| Take That \| Progress \| – \| \| 10. Dezember 2010 – 23. Dezember 2010 2 Wochen (insgesamt 23) \| 23 \| Unheilig \| Große Freiheit \| – \| \| 24. Dezember 2010 – 30. Dezember 2010 1 Woche \| 1 \| Michael Jackson \| Michael \| – \| \| 31. Dezember 2010 – 27. Januar 2011 4 Wochen (insgesamt 23) \| 23 \| Unheilig \| Große Freiheit \| – \| |                                            |                                            |                                                          |                           |
| ← 2009 |                                            |                                            |                                                          | → 2011 →                  |
| Zeitraum | Wo. ges.                                   | Interpret                                  | Titel                                                    | Zusätzliche Informationen |
| (Zeitraum, Wochen auf Platz eins, Interpret, Titel, zusätzliche Informationen) |                                            |                                            |                                                          |                           |
| 1. Januar 2010 – 7. Januar 2010 1 Woche (insgesamt 2) | 2                                          | Robbie Williams                            | Reality Killed the Video Star                            | –                         |
| 8. Januar 2010 – 4. Februar 2010 4 Wochen | 4                                          | Lady Gaga                                  | The Fame / The Fame Monster                              | –                         |
| 5. Februar 2010 – 11. Februar 2010 1 Woche | 1                                          | Tocotronic                                 | Schall & Wahn                                            | –                         |
| 12. Februar 2010 – 4. März 2010 3 Wochen | 3                                          | Peter Maffay                               | Tattoos                                                  | –                         |
| 5. März 2010 – 25. März 2010 3 Wochen (insgesamt 23) | 23                                         | Unheilig                                   | Große Freiheit                                           | –                         |
| 26. März 2010 – 15. April 2010 3 Wochen | 3                                          | Amy Macdonald                              | A Curious Thing                                          | –                         |
| 16. April 2010 – 22. April 2010 1 Woche (insgesamt 23) | 23                                         | Unheilig                                   | Große Freiheit                                           | –                         |
| 23. April 2010 – 29. April 2010 1 Woche | 1                                          | Gentleman                                  | Diversity                                                | –                         |
| 30. April 2010 – 6. Mai 2010 1 Woche | 1                                          | AC/DC                                      | Iron Man 2 (Soundtrack)                                  | –                         |
| 7. Mai 2010 – 20. Mai 2010 2 Wochen (insgesamt 23) | 23                                         | Unheilig                                   | Große Freiheit                                           | –                         |
| 21. Mai 2010 – 27. Mai 2010 1 Woche (insgesamt 4) | 4                                          | Lena                                       | My Cassette Player                                       | –                         |
| 28. Mai 2010 – 3. Juni 2010 1 Woche | 1                                          | Die Fantastischen Vier                     | Für dich immer noch Fanta Sie                            | –                         |
| 4. Juni 2010 – 24. Juni 2010 3 Wochen (insgesamt 4) | 4                                          | Lena                                       | My Cassette Player                                       | –                         |
| 25. Juni 2010 – 26. August 2010 9 Wochen (insgesamt 23) | 23                                         | Unheilig                                   | Große Freiheit                                           | –                         |
| 27. August 2010 – 2. September 2010 1 Woche | 1                                          | Iron Maiden                                | The Final Frontier                                       | –                         |
| 3. September 2010 – 9. September 2010 1 Woche (insgesamt 23) | 23                                         | Unheilig                                   | Große Freiheit                                           | –                         |
| 10. September 2010 – 16. September 2010 1 Woche | 1                                          | Wir sind Helden                            | Bring mich nach Hause                                    | –                         |
| 17. September 2010 – 23. September 2010 1 Woche (insgesamt 23) | 23                                         | Unheilig                                   | Große Freiheit                                           | –                         |
| 24. September 2010 – 7. Oktober 2010 2 Wochen | 2                                          | Linkin Park                                | A Thousand Suns                                          | –                         |
| 8. Oktober 2010 – 14. Oktober 2010 1 Woche | 1                                          | David Garrett                              | Rock Symphonies                                          | –                         |
| 15. Oktober 2010 – 21. Oktober 2010 1 Woche | 1                                          | Joe Cocker                                 | Hard Knocks                                              | –                         |
| 22. Oktober 2010 – 28. Oktober 2010 1 Woche | 1                                          | Robbie Williams                            | In and out of Consciousness: The Greatest Hits 1990–2010 | –                         |
| 29. Oktober 2010 – 4. November 2010 1 Woche | 1                                          | Kings of Leon                              | Come Around Sundown                                      | –                         |
| 5. November 2010 – 18. November 2010 2 Wochen | 2                                          | Andrea Berg                                | Schwerelos                                               | –                         |
| 19. November 2010 – 25. November 2010 1 Woche | 1                                          | Depeche Mode                               | Tour of the Universe: Barcelona                          | –                         |
| 26. November 2010 – 2. Dezember 2010 1 Woche | 1                                          | Bruce Springsteen                          | The Promise                                              | –                         |
| 3. Dezember 2010 – 9. Dezember 2010 1 Woche | 1                                          | Take That                                  | Progress                                                 | –                         |
| 10. Dezember 2010 – 23. Dezember 2010 2 Wochen (insgesamt 23) | 23                                         | Unheilig                                   | Große Freiheit                                           | –                         |
| 24. Dezember 2010 – 30. Dezember 2010 1 Woche | 1                                          | Michael Jackson                            | Michael                                                  | –                         |
| 31. Dezember 2010 – 27. Januar 2011 4 Wochen (insgesamt 23) | 23                                         | Unheilig                                   | Große Freiheit                                           | –                         |

## Jahreshitparaden
| ← 2009 ← | Liste der Jahres-Nummer-eins-Hits in Deutschland | Liste der Jahres-Nummer-eins-Hits in Deutschland | Liste der Jahres-Nummer-eins-Hits in Deutschland | 2011 →   |
| \| Singles \| Position# \| Alben \| \| -------------------------------------------------------------------------------------------------------------------------------------------------------------------------------------------------------------------------------------------------------------------------------------------------------------------------- \| --------- \| -------------------------------------- \| \| Somewhere over the Rainbow / What a Wonderful World Israel Kamakawiwoʻole Harold Arlen, George Douglas, E. Y. Harburg, George David Weiss \| 1 \| Große Freiheit Unheilig \| \| Waka Waka (This Time for Africa) Shakira feat. Freshlyground Shakira Isabel Mebarak Ripol, John Graham Hill, Zolani Monica Mahola, Simon Eric Attwell, Peter David Cohen, Kyla-Rose Smith, Julio Navela Sigauque, Neil John Francis Hawks, Eugene Victor Doo Belley, Jean Paul Zé Bella, Emile Kojidie, Seredeal Scheepers \| 2 \| Tattoos Peter Maffay \| \| Satellite Lena Meyer-Landrut Julie R. Frost, John Gordon \| 3 \| The Fame / The Fame Monster Lady Gaga \| \| Geboren um zu leben Unheilig Der Graf, Henning Verlage \| 4 \| Gute Reise Ich + Ich \| \| We No Speak Americano Yolanda Be Cool & DCUP Musik: Renato Carosone; Text: Nicola Salerno \| 5 \| My Cassette Player Lena \| \| Wavin’ Flag K’naan Philip Martin Lawrence II, Peter Gene Hernandez, Keinan Abdi Warsame, Jean Guillaume Daval \| 6 \| A Curious Thing Amy Macdonald \| \| Alors on danse Stromae Paul Van Haver \| 7 \| Rock Symphonies David Garrett \| \| Wonderful Life Hurts Adam David Anderson, Theo David Hutchcraft, Joseph James Rixon Cross \| 8 \| Alles kann besser werden Xavier Naidoo \| \| I Like Keri Hilson David Jost, Robin Grubert \| 9 \| Best of Helene Fischer Helene Fischer \| \| Tik Tok Kesha Kesha Sebert, Benjamin Levin, Lukasz Gottwald \| 10 \| Schwerelos Andrea Berg \| |                                                  |                                                  |                                                  |          |
| ← 2009 |                                                  |                                                  |                                                  | → 2011 → |
| Singles | Position#                                        | Alben                                            |                                                  |          |
| Somewhere over the Rainbow / What a Wonderful World Israel Kamakawiwoʻole Harold Arlen, George Douglas, E. Y. Harburg, George David Weiss | 1                                                | Große Freiheit Unheilig                          |                                                  |          |
| Waka Waka (This Time for Africa) Shakira feat. Freshlyground Shakira Isabel Mebarak Ripol, John Graham Hill, Zolani Monica Mahola, Simon Eric Attwell, Peter David Cohen, Kyla-Rose Smith, Julio Navela Sigauque, Neil John Francis Hawks, Eugene Victor Doo Belley, Jean Paul Zé Bella, Emile Kojidie, Seredeal Scheepers | 2                                                | Tattoos Peter Maffay                             |                                                  |          |
| Satellite Lena Meyer-Landrut Julie R. Frost, John Gordon | 3                                                | The Fame / The Fame Monster Lady Gaga            |                                                  |          |
| Geboren um zu leben Unheilig Der Graf, Henning Verlage | 4                                                | Gute Reise Ich + Ich                             |                                                  |          |
| We No Speak Americano Yolanda Be Cool & DCUP Musik: Renato Carosone; Text: Nicola Salerno | 5                                                | My Cassette Player Lena                          |                                                  |          |
| Wavin’ Flag K’naan Philip Martin Lawrence II, Peter Gene Hernandez, Keinan Abdi Warsame, Jean Guillaume Daval | 6                                                | A Curious Thing Amy Macdonald                    |                                                  |          |
| Alors on danse Stromae Paul Van Haver | 7                                                | Rock Symphonies David Garrett                    |                                                  |          |
| Wonderful Life Hurts Adam David Anderson, Theo David Hutchcraft, Joseph James Rixon Cross | 8                                                | Alles kann besser werden Xavier Naidoo           |                                                  |          |
| I Like Keri Hilson David Jost, Robin Grubert | 9                                                | Best of Helene Fischer Helene Fischer            |                                                  |          |
| Tik Tok Kesha Kesha Sebert, Benjamin Levin, Lukasz Gottwald | 10                                               | Schwerelos Andrea Berg                           |                                                  |          |